# Боровський Тарас Миколайович
Тарас Миколайович Боровський (нар. 26 вересня 1992 року, Київ, Україна) — український юрист, адвокат,  громадський діяч. Радник заступника Міністра оборони України. Адвокат Патріарха Філарета та генеральний директор телеканалу "4".

## Освіта
2014 року закінчив юридичний факультет НТУУ «КПІ» за спеціальністю «правознавство».

## Професійна діяльність
2010 року пройшов конкурс на стажування студентів у Верховній Раді України, 2010—2015 — стажувався та працював в Апараті Верховної Ради України.
З 2015 року був юристом партії Народний контроль, того ж року захищав авторські права на логотип партії у судових процесах проти підприємств олігарха Петра Димінського (канал «ZIK» та ФК «Карпати»).
2015—2017 — захищав інтереси керівника «Народного контролю» Дмитра Добродомова у суді проти нардепа Сергія Пашинського, після того, як Добродомов в ефірі «Шустер live» заявив про необхідність перевірити причетність Пашинського до крадіжки конфіскованої нафти олігарха Сергія Курченка.
З 2016 року займається проектами реформування професійно-технічної освіти в Україні.
У 2016—2017 роках в Конституційному Суді України представляв інтереси частини народних депутатів, у справі про так званий «закон про партійну диктатуру». В результаті розгляду Конституційний Суд визнав неконституційним та припинив дію цього закону.
У 2017—2018 роках в Конституційному Суді України представляв інтереси народних депутатів, у справі про неконституційність змін до Бюджетного кодексу України, які частково перекладають фінансування медицини на місцеві бюджети.
Наприкінці 2018 року в Національній раді України з питань телебачення і радіомовлення представляв інтереси інвесторів при отриманні ліцензії на мовлення телеканалу UkrLive.
У 2016—2019 роках був представником Дмитра Добродомова в суді проти керівника служби внутрішньої безпеки ДФС України та однокласника Романа Насірова Юрія Шеремета.
У 2017—2018 роках захистив права партії «Народний контроль» у суді проти Міністерства юстиції України.
У 2019 році Боровський був уповноваженим представником кандидата на пост Президента України Добродомова у ЦВК з правом дорадчого голосу.
На парламентських виборах 2019 року був висунутий кандидатом в народні депутати у виборчому списку політичної партії «Громадянська позиція» Анатолія Гриценка. Боровського призначили довіреною особою партії «Громадянська позиція» у загальнодержавному багатомандатному виборчому окрузі.
Захищає інтереси телеканалу 4 канал з часу його створення 2018 року. Зокрема, захищає інтереси каналу у справі за позовом Генпрокурора Венедіктової з приводу поширеної інформації про можливу причетність генпрокурора до закриття справи екс-міністра екології Миколи Злочевського. Боровський захистив інтереси Патріарха Філарета та 4 каналу у справі за позовом основної української ЛГБТ-організації «Інсайт».
Боровський супроводжував процес купівлі 4 каналом телеканалу «Вінтаж ТВ», що призвело до розширення покриття 4 каналу і входження його до числа цифрових мовників.

## Правозахисна та журналістська діяльність
Тарас Боровський співпрацював з продакшн-студією циклу передач журналістських розслідувань «Більше ніж правда» на телеканалі ICTV. В рамках передач брав участь у перевірках установ відбування покарань в Україні, стану дотримання прав ув'язнених та розслідуваннях протиправних дій керівництва виправних колоній.
6 жовтня 2017 року автор випуску передачі «Більше ніж правда» «Зеки-раби» Дарина Отченашенко стала переможцем журналістської премії імені Василя Сергієнка в номінації «Найкраще телевізійне розслідування». Тарас Боровський, який отримував нагороду для Дарини, розповів, що попри намагання команди захистити героїв передачі з числа ув'язнених, деяких із них після виходу передачі в ефір було закатовано, вони загинули.
З 2017 року — член ініціативної групи акцій протесту засуджених проти свавілля та катувань ув'язнених під стінами Генеральної прокуратури України. Влітку 2017 року після тривалого ігнорування акції з боку преставників прокуратури, засуджені заповнили вестибюль Генеральної прокуратури та погрожували, що масово поріжуть собі вени в цьому приміщенні. Тарас Боровський разом з мером міста Сміли Олексієм Цибко, колишнім ув'язненим Олегом Цвілим, громадським активістом Євгеном Чепелянським вимагали негайного прийому їх керівництвом ГПУ. В ході прийому, заступник Генерального прокурора України Юрій Столярчук взяв на себе зобов'язання розібратись з рядом порушень та притягти винних до відповідальності.
31 серпня 2017 року в офіс «Народного контролю», де Боровський вів прийом громадян, прийшли представники Генеральної прокуратури України та Служби безпеки України з ухвалою суду на обшук приміщення. У зв'язку з втручанням народних депутатів Андрія Іллєнка, Сергія Власенка, Вадима Івченка та Івана Крулько, обшук не відбувся. Пізніше Генеральний прокурор України Юрій Луценко заявив, що спроба обшуку була помилкою працівників прокуратури.
У квітні 2018 року брав участь у врегулюванні конфлікту після бунту засуджених та його силового придушення спецпризначенцями у виправній колонії № 115 (м. Кагарлик).
Боровський представляє інтереси продакшн-студії у судовій справі проти одіозного директора Тернопільського училища ресторанного сервісу і торгівлі, після того як журналісти зняли передачу про учнів, яких директор нібито змушував ставати перед ним на коліна на учнівській лінійці.
У квітні 2017 року разом з журналістами ICTV викрив пункти нелегального продажу алкоголю біля станції метро Академмістечко, які в результаті припинили свою діяльність.
У 2018 році на телеканалі ICTV вийшов в ефір випуск передачі «Більше ніж правда», в якому Тарас Боровський оприлюднив своє журналістське розслідування на тему розповсюдження наркотиків в Україні. В рамках передачі було виявлено, що в контарабанді найбільшої в історії України партії 500 кілограмів героїну через морський порт Чорноморська, звинувачується колишній директор болгарського футбольного клубу «Етир», який належав турецькому олігарху.
У 2018 році брав участь у національному телепроєкті «Нові лідери» телеканалу ICTV, пропонуючи свою програму боротьби з наркоторгівлею. Під час участі в проекті викрив схему та організатора фальсифікацій результатів інтернет-голосування у першому турі.

## Громадська діяльність
Влітку 2015 року Боровський з нардепом Олегом Мусієм, Русланою Лижичко, Сергієм Поярковим, Левом Парцхаладзе був учасником акцій громадських протестів проти знищення та забудови Чернечого лісу на Київщині.
З липня 2015 року — голова Київської обласної організації партії «Народний контроль».
У травні 2017 року був кандидатом до складу Ради громадського контролю НАБУ. Разом з іншими учасниками був підданий критиці через свої зв'язки з діючими народними депутатами.
В травні 2018 року подав до суду на Міністерство освіти і науки України з метою скасувати порядок прийому учнів до першого класу відповідно до їх прописки.